# Cyrtomium grossum
Cyrtomium grossum är en träjonväxtart som beskrevs av H. Christ. Cyrtomium grossum ingår i släktet Cyrtomium och familjen Dryopteridaceae. Inga underarter finns listade.